# Over skyer, under vand
Over skyer, under vand er debutalbummet fra den danske popsanger og sangskriver Xander. Det blev udgivet den 28. februar 2011 på ArtPeople. "Det burde ikk være sådan her" blev udgivet som første single den 6. september 2010. Sangen har ligget #1 på hitlisten, og har solgt platin for 30.000 eksemplarer. Den 7. marts 2011 udkom andensinglen, "Os to og mine lagner", der i samme uge blev valgt til P3's Uundgåelige.

## Modtagelse
Over skyer, under vand har modtaget blandede anmeldelser fra de danske musikkritikere, der drog paralleller til 80'ernes popmusik og nutidige popartister som Rasmus Seebach, Nik & Jay og Burhan G. Thomas Søie Hansen fra Berlingske Tidende gav albummet positiv kritik. Han påpegede lighedstrækkene med moderen, sangerinden Anne Linnet i "jagten på det store omkvæd, der simpelthen må og skal med, hvis et godt popnummer skal føles og forløses", ligesom stemningen ifølge anmelderen er melankolsk. Rent musikalsk beskrev anmelderen albummet som en blanding af "klublyden og den senere, amerikanske hiphop- og R&B." Anders Houmøller Thomsen fra Jyllands-Posten beskrev albummet som "en stribe mundret banale sange, der ganske smart er iscenesat som moderne oversødet R&B, lineær dunkende electronica og masser af sylespids og tør synthesizer-pop, som mor lavede den i 1980'erne." Gaffa's Signe Bønsvig Wehding roste Xanders tekstunivers med ordene, "Xander [har] skabt et helstøbt tekstunivers, som oven i købet fungerer, når man hører sangene enkeltvis", men kritiserede "den klæghed, som ligger i denne musikalske genre, den enerverende mangel på artikulation og værst af alt, den lidende vokale klang". Niki Ranch Nielsen fra Århus Stiftstidende efterspurgte dybde og mente albummet var en "naiv cocktail af patosfyldt livsanskuelse i konfirmandhøjde og prepubertære hjerte/smerte rim".

## Spor
| #   | Titel                                  | Sangskriver(e)               | Komponist(er)                 | Længde |
| --- | -------------------------------------- | ---------------------------- | ----------------------------- | ------ |
| 1.  | "Intro"                                | Xander Linnet, Marcus Linnet | Marcus Linnet                 | 2:52   |
| 2.  | "Evighed"                              | X. Linnet                    | Pilfinger, Xander Linnet*     | 3:34   |
| 3.  | "Et andet sted" (featuring Sarah West) | X. Linnet                    | Pilfinger, Xander Linnet*     | 3:20   |
| 4.  | "Os to og mine lagner"                 | X. Linnet                    | Pilfinger, Xander Linnet*     | 5:19   |
| 5.  | "Under mig"                            | X. Linnet                    | Pilfinger, Xander Linnet*     | 3:36   |
| 6.  | "I mine hænder"                        | X. Linnet                    | Xander Linnet                 | 2:51   |
| 7.  | "Hos mig igen"                         | X. Linnet                    | Pilfinger, Xander Linnet*     | 3:58   |
| 8.  | "Hør mit hjerte slå" (featuring Bai-D) | X. Linnet, Bai-D             | Pilfinger, Xander Linnet*     | 4:19   |
| 9.  | "Helt tæt på"                          | X. Linnet                    | Marcus Linnet, Xander Linnet* | 3:46   |
| 10. | "Hovedet i spindelvæv"                 | X. Linnet, Anne Linnet       | Marcus Linnet                 | 5:02   |
| 11. | "Varmt blod" (featuring S!vas)         | X. Linnet, Atilla Dogan      | Atilla                        | 4:19   |
| 12. | "Hjerte du som banker"                 | X. Linnet, A. Linnet         | Marcus Linnet                 | 5:14   |
| 13. | "Det burde ikk være sådan her"         | X. Linnet                    | Marcus Linnet                 | 5:47   |

- (*) angiver co-producer

Noter
- "Hovedet i spindelvæv" indeholder sample fra indspilningen "Klovnen" fra albummet Berlin '84, skrevet og fremført af Anne Linnet.
- "Hjerte du som banker" indeholder sample af sangen "Sang til hjertet", skrevet af Anne Linnet og fremført af Birgitte Friboe.